# Phuntsholing
Phuntsholing (em dzonga: ཕུན་ཚོགས་གླིང་) é uma cidade do sul do Butão, capital do distrito de Chukha, junto à fronteira Butão-Índia. É o único ponto de acesso ao Butão para cidadãos estrangeiros não-indianos. A cidade é sede do Banco Central do Butão.
Em 2005, Phuntsholing tinha uma população de 20 537 habitantes, sendo a segunda maior e mais populosa cidade do país, superada apenas pela capital do reino, Thimbu.

## História
Em 5 de abril de 1964, o primeiro-ministro reformista Jigme Palden Dorji foi assassinado em Phuntsholing por monarquistas, enquanto o rei estava doente na Suíça. A família Dorji foi posteriormente colocada sob estreita vigilância. Pouco antes, em 1958, quando a primeira casa de andares foi construída para abrigar uma loja, o então primeiro-ministro, Jigme Dorji, informou aos residentes de Phuentsholing que casas de concreto poderiam ser construídas na região. O grupo de empresas Tashi passou a construir as primeiras casas de concreto, seguida por empresas tibetanas e indianas. Algumas das estruturas que existem até hoje são os edifícios que foram levantados pela empresa butanesa, para abrigar comércios como a loja Jatan Prasad Lal Chand Prasad e um salão de beleza perto de  Zantdopelri Lhakhang. Após o anúncio, 18 lojas foram construídas ao redor da área de Zangdopelri. A área de Zangdopelri ganhou um terminal de ônibus, além de um mercado e várias chalés, fazendo com que Phuentsholing começasse a crescer.

## Cultura

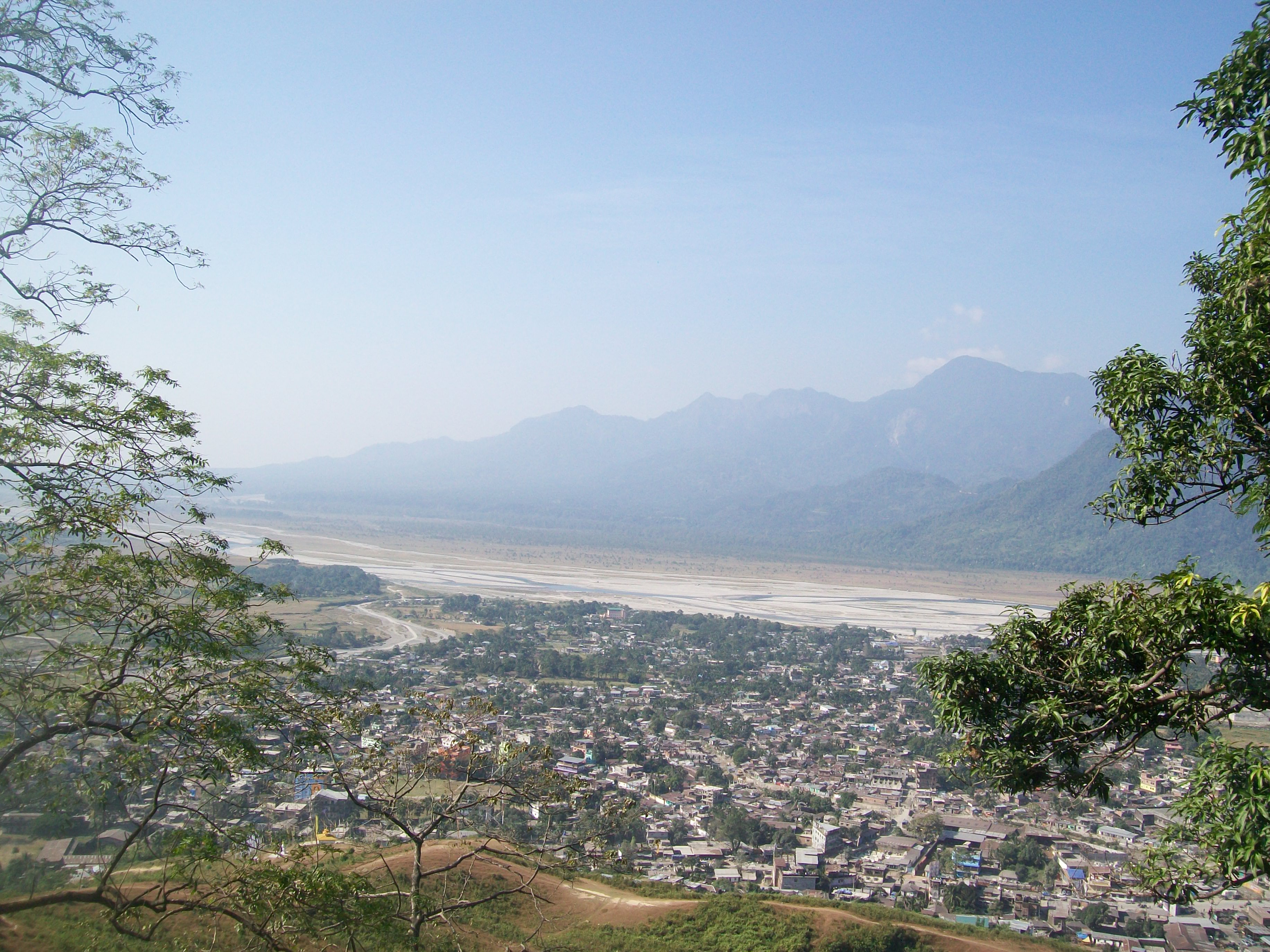
Phuntsholing

A fronteira entre Índia e Butão, em Phuntsholing, separa claramente dois povos e culturas muito diferentes. Jaigaon, do outro lado da fronteira, é maior, mais movimentado e barulhento, semelhante a muitas outras cidades da Bengala Ocidental e centros de comércio, embora com muitos compradores butaneses. Phuntsholing é singularmente mais urbano do que outras cidades do Butão, uma vez que é a capital financeira, industrial e tradicional do Butão. Tem sido um pouco afetada pela cultura vizinha, mas é claramente muito mais tranquila e ordenada do que as cidades do país vizinho, a Índia.
- latitude: 26° 51' 0 Norte
- longitude: 89° 22' 60 Leste
- altitude: 298 metros